# Hadena mayeri
Hadena mayeri är en fjärilsart som beskrevs av Wagner 1931. Hadena mayeri ingår i släktet Hadena och familjen nattflyn. Inga underarter finns listade i Catalogue of Life.